# Zbigniew Klepacki
Zbigniew Klepacki (ur. 18 grudnia 1966) – polski menedżer i urzędnik państwowy, w latach 2013–2014 podsekretarz stanu w Ministerstwie Infrastruktury i Rozwoju.

## Życiorys
Absolwent Wydziału Prawa i Administracji Uniwersytetu Warszawskiego, kształcił się podyplomowo w Krajowej Szkoły Administracji Publicznej. Pracował następnie na stanowiskach menedżerskich, zajmując się głównie zarządzaniem zmianą, m.in. przygotowując i wdrażając strategie rozwoju oraz odpowiadając za optymalizację, restrukturyzację i prywatyzację firm. Pracował w Banku Gospodarstwa Krajowego, Narodowym Banku Polskim, w przedsiębiorstwach konsultingowych i teleinformatycznych oraz z branży przemysłu lekkiego. Zasiadł także w radzie nadzorczej spółki PL.2012.
27 listopada 2013 powołany na stanowisko podsekretarza stanu w nowo utworzonym Ministerstwie Infrastruktury i Rozwoju, odpowiedzialnego za kolejnictwo i lotnictwo. Odwołany z funkcji 18 grudnia 2014. Następnie zasiadł w radzie nadzorczej PKP Cargo. Od czerwca 2015 do czerwca 2016 był dyrektorem generalnym Advanced World Transport.